# Border Guard Force

Schulterabzeichen der Border Guard Force

Unter Border Guard Force (နယ်ခြားစောင့်တပ်ဖွဲ့ kurz BGF) versteht man Einheiten in Bataillonsstärke der Streitkräfte von Myanmar, welche aus Einheiten verschiedener ethnischer Waffenstillstandsgruppen ab 2009 gebildet worden sind. Das Programm gilt Stand 2024 als gescheitert.

## Definition
Border Guard Force Bataillone sind in die regionale Befehlskette der Armee integriert, können aber außerhalb ihres zugewiesenen Einsatzgebietes nicht eingesetzt werden. Nicht alle Waffenstillstandsgruppen stimmten einer Konvertierung in eine Border Guard Force zu. So schloss sich z. B. die United Wa State Army diesem Projekt nicht an. Anderseits schlossen sich Einheiten von Nicht Waffenstillstandsgruppen dem Projekt an und konvertierten in Border Guard Forces. Ursprünglich sollten alle bewaffneten Einheiten der Waffenstillstandsgruppen gezwungen werden, sich dem Projekt Border Guard Force anzuschließen, oder den Status Waffenstillstandsgruppe zu verlieren. Die Pflicht zur Konvertierung wurde 2011 aufgegeben, weil sich die größeren bewaffneten Einheiten weigerten dem Projekt beizutreten. Die größte BGF ist die BGF der Karen, welche aus Einheiten der Democratic Karen Buddhist Army gebildet wurde und über 13 Bataillone verfügt. Die BGF kontrollieren weiterhin ihr Gebiet, welches sie vor dem Waffenstillstand gehalten haben und dienen oftmals als lokale Polizei. Auch sind sie stark in wirtschaftliche Aktivitäten eingebunden. Bei einigen handelt es sich im Prinzip um Privatarmeen von lokalen Warlords unter dem Schutz des Militärs. BGF werden von der Zentralregierung bezahlt und ausgerüstet. Nach dem Militärcoup im Januar 2021 nahmen mehrere BGF ihren bewaffneten Kampf gegen die Zentralregierung wieder auf, oder drohten damit.

## Geschichte
Nach der Unabhängigkeit von Burma von der Britischen Kolonialmacht bildeten die verschiedenen ethnischen Gruppen politische Organisationen um für eine Autonomie ihrer Gebiete von der Zentralregierung zu kämpfen. Nachdem sich die Zentralregierung weigerte mehr Autonomie zu gewähren, bzw. ethnische Gruppen wie die Shan, Kachin und Karen in die Unabhängigkeit zu entlassen, bildeten die meisten ethischen Gruppen sogenannte Ethnic Armed Organisations (Bewaffnete Ethnische Gruppen) kurz EAO. Die meisten EAO starteten einen Guerillakrieg gegen die Zentralregierung und begangen groẞe Teile von Burma zu beherrschen. Da die Armee der Zentralregierung nicht gegen alle EAOs gleichzeitig militärisch vorgehen konnte, schloss sie mit verschiedenen EAOs Waffenstillstandsvereinbarungen ab. Diese Vereinbarungen legten fest, dass die jeweilige EAO ihre Waffen und Truppen behalten und in dem von ihnen gehaltenen Gebiet ihre Macht ausüben konnten. Die Armee der Zentralregierung verzichtete auf Angriffe und die EAO verzichtete ebenfalls auf Offensiven in Gebiete der Zentralregierung. So konnte sich die Armee auf einige wenige wichtige Aufstände konzentrieren. Die meisten ethnischen Gruppen unterschrieben solche Waffenstillstandsvereinbarungen. Teilweise hielten solche Waffenstillstände über viele Jahre und die EAOs bauten eigene politische und wirtschaftliche Strukturen auf. Nachdem 2008 die meisten Nicht Waffenstillstandsgruppen wie die Karen Nation Liberation Army militärisch in die Defensive getrieben worden waren, schrieb die neue Verfassung von Myanmar ein Gewaltmonopol der Zentralregierung vor. Das Militär entwickelte das BGF-Programm, welches ab 2009 für alle Waffenstillstandsgruppen anwenig finden sollte. Besonders im Shan-Staat bestanden dutzende verschiedene Gebiete der EAOs, im Prinzip kleine quassi unabhängige Staaten mit eigenen Armeen. Die bekannteste Waffenstillstands EAO ist bis heute die United Wa State Army mit 30.000 Vollzeitsoldaten und einer erheblichen Anzahl von Reservisten. Doch die meisten EAOs weigerten sich, sich in BGF zu verwandeln und das Programm wurde 2011 wieder eingestellt. Seit 2011 versucht das Militär wieder mit Waffenstillstandsabkommen den Bürgerkrieg zu steuern.

## BGF Bataillon
Ein BGF Bataillon hat eine Stärke von 326 Mann und wird von 3 kommandierenden Offizieren im Rang eines Majors geleitet. 2 der kommandierenden Offiziere stellt die EAO, ein Offizier kommt von der Armee der Zentralregierung, welcher für den täglichen Dienstbetrieb zuständig ist. Weitere 18 Offiziere dienen in einem Bataillon, dabei stellt die Zentralarmee den Groẞteil der Offiziere. Soldaten und Offiziere werden von der Zentralregierung bezahlt. 2016 erhielt ein Rekrut zwischen 25.000 und 35.000 Kyat im Monat, ein Major 180.000 Kyat. Freie Gesundheitsvorsorge, freie Ausbildung und freie Unterkunft für Soldaten und ihre Familie runden das Paket ab. Die Soldaten haben Anspruch auf eine Rente. Dies war und ist sicherlich ein lukratives Angebot, bedenkt man, dass die EAO normalerweise keinen Sold bezahlten. In der Praxis sah es aber anders aus. Der Sold wurde nicht oder verspätet bezahlt, und viele Rekruten verließen die BGF nachdem sich herausgestellt hatte, das Versprechen nicht eingehalten worden waren. Viele ehemaligen EAO Soldaten hatten auch Probleme Offizieren der Zentralarmee zu gehorchen. Teilweise liefen BGF Bataillone vollständig zu anderen EAOs über. Normalerweise stellt die Zentralarmee Uniformen, Waffen, Munition und weitere Ausrüstung. In der Praxis rüsten die politischen Waffenstillstandsorganisationen die Bataillone mit zusätzlichen Waffen, Funkgeräten und Fahrzeugen aus. Auch finanzieren diese oftmals Reserveeinheiten. Die politischen Verantwortlichen der ehemaligen EAOs setzten die BGF Truppen oftmals für ihre eigenen wirtschaftlichen Interessen ein. Sie bewachen Baustellen, Minen und semioffizielle Grenzübergänge. Sie übernehmen aber auch normale Polizeiaufgaben.

## Grenzübergänge

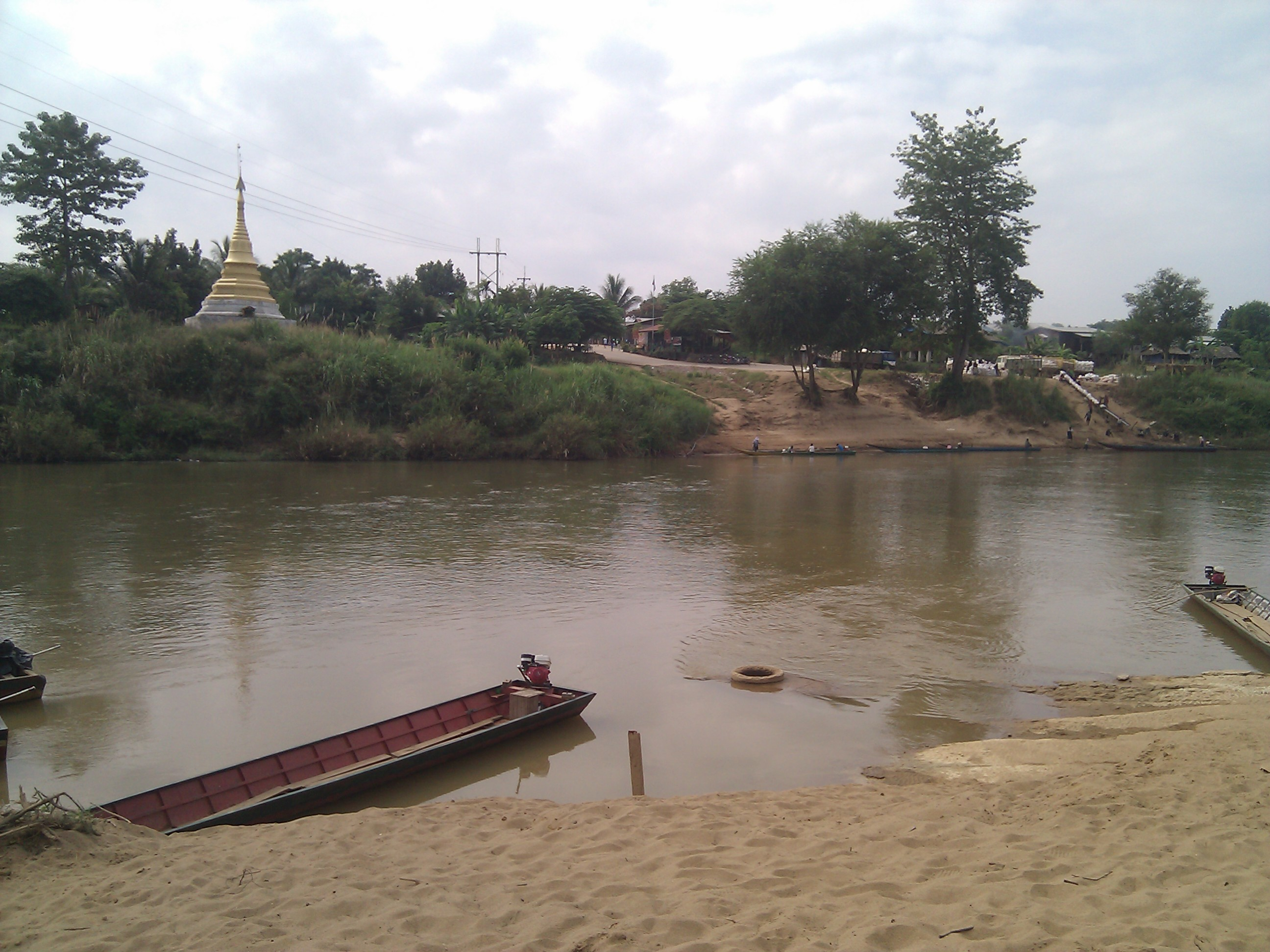
Grenzübergang der BGF am Moei-Fluss. Mit kleinen Booten werden besonders Lebensmittel über die Grenze gebracht.

Besonders die Karen State Border Guard Forces sind für ihre Grenzübergänge bekannt. 2021 betrieben die Karen BGF 27 eigentlich illegale Grenzübergänge mit Thailand. Waren werden durch offizielle Kontrollen des Thai Zoll geführt um dann in kleinen Booten über den Moei Fluss die Grenze nach Myanmar zu überqueren. Auf der Karen Seite werden sie in BGF eigenen Warenhäusern zwischengelagert und später im Land verteilt. Bis zu 1 Milliarde Dollar Wert an Waren werden dadurch am Zoll von Myawaddy pro Jahr vorbeigeführt. Die BGF erhebt eine Gebühr von 5.000 Kyat pro Bootsladung, und manchmal zusätzliche Gebühren je nach Umfang und Wert der Ladung. Besonders Lebensmittel wie Bier, Milchund Kaffee werden auf diese Weise ins Land gebracht. Umgekehrt benutzen viele Arbeitswillige aus Myanmar diese Grenzübergänge um Kontrollen zu entgehen.

## Moral und Rücktritte
Kurz vor dem Militärputsch im Januar 2021 forderte die zivile Zentralregierung der Nationale Liga für Demokratie (kurz NLD) führende Kommandeure der Karen BGF zum Rücktritt auf. Kolonel Saw Chit Thu, Major Saw Mote Thone und Major Saw Tin Win wurden von der Regierung zum Rücktritt aufgefordert, weil sie zu tief in die umstrittenen wirtschaftlichen Aktivitäten um das Groẞprojekt Shwe Kokko New City Project im Bezirk Myawaddy involviert waren. Das 15 Milliarden Dollar Projekt sollte auf einem Gebiet der Karen BGF realisiert werden. Die drei Offiziere reichten danach ein schriftliches Rücktrittsgesuch beim Armeeoberkommando ein. Aus Solidarität zu ihren Vorgesetzten reichten weitere 90 Offiziere der Karen BGF ihren Rücktritt ein. Die Gesuche wurden aber vom Militärhauptquartier abgelehnt. Nach dem Militärputsch war unklar, ob die 3 führenden Offiziere weiter die Befehlsgewalt hatten. Das Hauptquartier hatte die Rücktrittsgesuche der 3 Offiziere nicht bestätigt.
Allgemein galt die Moral der BGF 2022 als schlecht. De BGF hatten Probleme ihre Ränge zu füllen. Es kam zu Zwangsrekrutierungen in Dörfern unter ihrer Kontrolle. Aufgrund der aufflammenden Kämpfe gegen die KNLA, KNDO, PDF und Teilen der DKBA wurden BGF-Bataillone zur Unterstützung der normalen Infanterie-Bataillone der Armee eingesetzt, was zu hohen Verlusten unter den BGF führte. Auch moralische Bedenken das Karen gegen Karen kämpften spielte dabei eine Rolle.

## Rückschritte des Programms

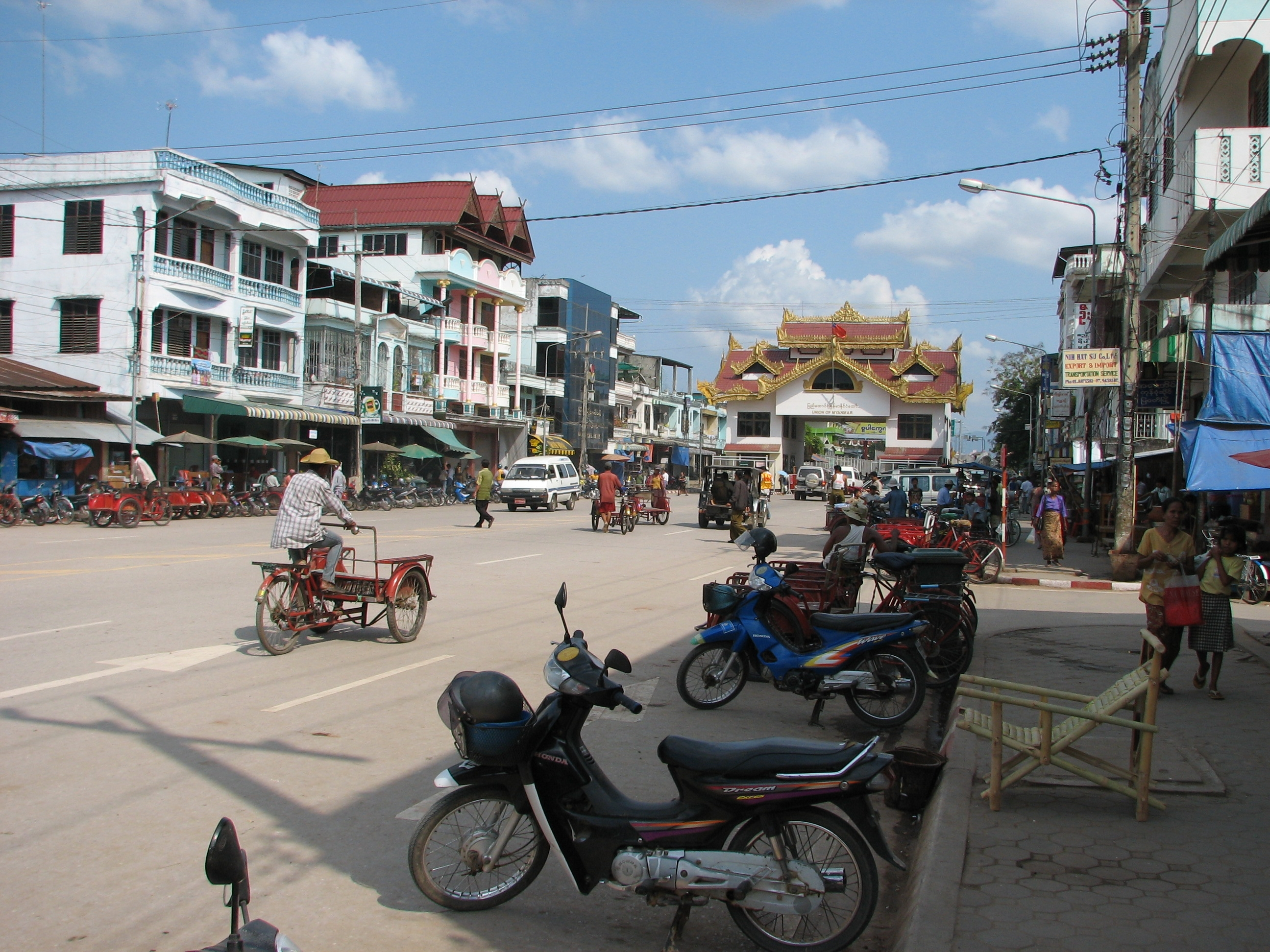
Der Grenzübergang zwischen Myawaddy und Mae Sot, Thailand. Eigentlich im Operationsgebiet der Karen BGF, aber kontrolliert von der Zentralregierung.

Am 5. Januar 2024 ergaben sich die BGF Bataillone in Kokang den Truppen der Myanmar Nationalities Democratic Alliance Army kurz MNDAA. Im selben Monat gab die Karen BGF bekannt, dass sie keine finanziellen Mittel und Waffen von der Zentralregierung mehr empfangen würden. Auch zogen sie sich aus Frontpositionen gegen die Karen National Liberation Army KNLA zurück und konzentrierten ihre Einheiten in Shwe Kokko. Sie erklärten sich für Neutral im Bürgerkrieg und wollen sich nur noch um die Sicherung von ihnen kontrollierten Gebiete konzentrieren. Sie führten eine neue Steuer in den von ihnen kontrollierten Gebieten ein, um den Sold an ihre Soldaten zu bezahlen. Auch gab die Karen BGF einen Namenswechsel bekannt. In Zukunft würden sie sich Karen National Army nennen. Durch diese Erklärung wird die Abhängigkeit der Karen BGF Truppen zu den chinesischen Triaden in ihren Gebieten größer. Die Erklärung nahm aber auch Druck von der Militärregierung. Thailand und besonders China fordern seit Langem von der Militärregierung, gegen die illegalen Aktivitäten der chinesischen Triaden in ihren Gebieten vorzugehen. Und die Operation 1027 bewies, dass es China ernst meinte. Einer der Ziele der Operation war die Eliminierung der chinesischen Triaden im Kokang Gebiet. Dafür versorgte die chinesische Regierung die Widerstandsgruppen via ihren Proxy, Die United Wa State Army mit Waffen, Logistik und Munition. Nach der Erklärung kann die Militärregierung behaupten, dass sie keine Kontrolle über die Operationen der Triaden hätten. Viele diese verlegten ihre illegalen Online-Betrügereien nach dem Fall von Kokang in Gebiete der Karen BGF. Aber der Rückzug der Karen BGF aus dem Kampf mit der KNLA ermöglichte es der KNLA Truppen für andere Operationen freizustellen. Die KNLA startete eine großangelegte Offensive gegen die wichtige Grenzstadt Myawaddy an der thailändischen Grenze. Am 9. April 2024 gaben KNLA Quellen bekannt, dass sie Myawaddy überrannt hätten und sich Truppen der Militärregierung ihnen ergeben hätten. Nach dem Verlust der Grenzübergänge im Shan-Staat zu China wäre der Verlust des wichtigsten Grenzübergangs zu Thailand ein schwerer Rückschritt für die Militärregierung. Der Verlust würde auch bedeuten, dass die Karen BGF sich nicht an der Verteidigung der Stadt beteiligt hat. Im Karenni Staat wechselten die BGF Bataillone 1004 und 1005 bereits im Juli 2023 die Seiten. Die Mannschaften der Bataillone stellte die Karenni National People’s Liberation Front kurz KNPLF. Die meisten bewaffneten, ethnischen Organisationen, welche dem BGF-Programm beigetreten sind, verfügen auch über Einheiten, welche nicht dem BGF-Programm unterstehen, und damit nicht der Zentralregierung. So sollen die Truppen der Karen BGF aus 80 % Einheiten bestehen, welche nicht dem Programm unterstellt sind, und damit über keine Führungsoffiziere der Zentralregierung verfügen. Oftmals werden diese als Reserverbataillone deklariert.

## Bataillone
Die Nummerierung der Bataillone startet mit 1000. Folgende Bataillone sind bekannt.
- Die Truppen der Bataillone 1001–1003 werden von der New Democratic Army-Kachin gestellt.
- Die Truppen der Bataillone 1004, 1005 wurden von der Karenni National People’s Liberation Front gestellt. Am 15. Juni 2023 wechselte diese Bataillone die Seiten und kämpfen seitdem gegen die Regierung.
- Bataillon 1006 wurde von Überläufern der Myanmar Nationalities Democratic Alliance Army, kurz MNDAA gestellt. Das Bataillon 1006 ergab sich im Januar 2024 der MNDAA, siehe Operation 1027.
- Die Bataillone 1007–1010 werden von verschiedenen Lahu Milizen gestellt, und operieren an der thailändischen Grenze nördlich von Mae Sai.
- Die Bataillone 1011–1023 entstanden aus Truppen der Democratic Karen Buddhist Army kurz DKBA. Anfang 2024 verweigerten sie Befehle der Zentralregierung und benannten sich Karen National Army um. Sie beteiligten sich im April 2024 nicht an der Offensive der Karen National Liberation Army gegen die Grenzstadt Myawaddy, verteidigten aber auch nicht die Stellungen der Regierungstruppen.

## Verwechslungsgefahr
Border Guard Force darf nicht mit Border Guard Police dem Grenzschutz von Myanmar verwechselt werden. 